# Section 25
Section 25 ist eine englische Band, die in den 1980ern auf dem inzwischen nicht mehr existierenden britischen Label Factory Records Platten veröffentlichte. Gegründet wurde die Band im April 1978 von den Brüdern Vincent und Lawrence John, genannt "Larry" Cassidy in Blackpool, Lancashire.
Nach dem von Martin Hannett, Ian Curtis und Rob Gretton produzierten Debüt-Album Always Now von 1981 und dem 1982 auf Factory Benelux erschienenen The Key of Dreams brachten Section 25 1984 das erfolgreichste Album From The Hip  heraus (mitproduziert von Bernard Sumner von New Order). Mit From The Hip verabschiedeten sich Section 25 vom von Martin Hannett geprägten Sound der frühen Jahre und folgen dem 1983 von New Order bei Factory gesetzten Trend mit eher tanzbaren Elektro-Tracks. Die folgende Single Looking From A Hilltop wird zu einem Club-Erfolg nicht nur in der labeleigenen Diskothek Fac 51 Haçienda. Als bekannteste Songs von Section 25 gelten The Beast (LP: 'The Key Of Dreams' und 12") und Inspiration (LP: 'From The Hip').
2007 erscheint mit Part-Primitiv das Comeback-Album, an dem seit Jahren gearbeitet wurde. Letztmals zu hören ist auf diesem Album Jenny Cassidy, die Frau von Larry, die 2004 an Krebs verstarb. Larry Cassidy verstarb am 27. Februar 2010 im Alter von 56 Jahren in seiner Heimatstadt Blackpool, Lancashire.

## Diskografie

### Alben
- 1981: Always Now
- 1982: The Key Of Dreams
- 1984: From The Hip
- 1988: Love & Hate
- 2007: Part-Primitiv
- 2009: Nature + Degree
- 2013: Dark Light

### Singles
- 1980: Girls Don't Count
- 1980: Charnel Ground
- 1981: Je Veux Ton Amour (Factory Benelux)
- 1982: The Beast
- 1983: Back to Wonder
- 1984: Looking From a Hilltop
- 1985: Crazy Wisdom (Factory Benelux, produziert von Bernard Sumner und Donald Johnson)
- 1987: Bad News Week